# The Ballad of Cable Hogue
The Ballad of Cable Hogue is een western uit 1970 geregisseerd door Sam Peckinpah, met  Jason Robards en Stella Stevens in de hoofdrollen. In het oeuvre van Peckinpah is het een buitenbeentje, omdat er weinig geweld in voorkomt maar meer humor en romantiek.

## Verhaal
Het verhaal speelt zich af op het einde van het "wilde" westen. Cable Hogue is een prospector die door zijn partners Taggart en Bowen voor dood achtergelaten wordt midden in de woestijn. Hij slaagt er evenwel in om een waterbron te vinden. Deze blijkt te liggen in het midden van een postkoetsroute, ideaal voor een tussenstop. Hij koopt het stuk land en bouwt er een afspanning, "Cable Springs" die goed opbrengt. Hildy, een prostituee die hij in de stad leerde kennen, trekt bij hem in. Hij zal er ook in slagen wraak te nemen op zijn vroegere partners.
De tijden veranderen echter. De automobiel verschijnt op het toneel, en die hoeft niet meer te stoppen bij Cable Springs. Hogue wil Hildy volgen naar de stad maar hij komt onder de auto terecht die hem zou meenemen.

## Rolverdeling
| Acteur          | Personage      |
| --------------- | -------------- |
| Jason Robards   | Cable Hogue    |
| Stella Stevens  | Hildy          |
| David Warner    | dominee Joshua |
| Strother Martin | Bowen          |
| Slim Pickens    | Ben Fairchild  |
| L.Q. Jones      | Taggart        |